# 201. strelska divizija (ZSSR)
201. strelska divizija (izvirno rusko 201. стрелковая дивизия; kratica 201. SD) je bila strelska divizija Rdeče armade v času druge svetovne vojne.

## Zgodovina
Divizija je bila ustanovljena avgusta 1941 v Gorkem, bila oktobra 1942 preimenovana v 43. gardno strelsko divizijo in bila novembra 1943 ponovno ustanovljena s preoblikovanjem 27. strelske brigade.